# Русково
Русково (на гръцки: Καισαριανό, Кесариано, катаревуса Καισαριανόν, Кесарианон, до 1927 година, Ρούσκοβο, Русково, катаревуса Ρούσκοβον, Русковон) е обезлюдено село в Република Гърция, разположено на територията на дем Драма, област Източна Македония и Тракия.

## География
Русково се намира на югозападните склонове на Родопите и попада в историко-географската област Чеч. Съседните му села са Либан, Колюш, Бичово и Чернак. На север селото е обградено от върхове, достигащи до 1400 метра, а на изток до 1300 метра. На юг и на запада от селото теренът става по-полегат, като надморската височина пада на 1000-1100 метра. Близо до селото тече река Орова.

## История

### В Османската империя
Селото се споменава в тимарски опис от 4 ноември 1491 година. Според него към тимара на Касъм Гелиболи спадат и седем души от село Русиле с 60 хаса орехи, 150 хаса ливади и 100 хаса лозя: „Мюсюлмани: Юсуф, син на Доган; Синан, другият син на Доган; Синан, син на Хамза; Искендер, син на Мехмед; Караджа, син на Али; Али, син на Караджа; Мурад, син на Али“. В съкратен регистър на тимари, зиамети и хасове в ливата Паша от 1519 година село Рускова е вписано както следва - мюсюлмани: 7 домакинства, неженени - 10; немюсюлмани: 12 домакинства, вдовици - 1. В подробен регистър на тимари, зиамети, хасове, чифлици, мюлкове и вакъфи в казите и нахиите по териториите на санджака Паша от 1524-1537 година от село Русково са регистрирани мюсюлмани: 3, неженени - 14; немюсюлмани: 4, неженени - 3, вдовици - 1. В съкратен регистър на санджаците Паша, Кюстендил, Вълчитрън, Призрен, Аладжа хисар, Херск, Изворник и Босна от 1530 година са регистрирани броят на мюсюлманите и немюсюлманите в населените места. Регистрирано е и село Росикова с мюсюлмани: 3 домакинства, неженени - 14; немюсюлмани: 4 домакинства, неженени - 3; вдовици - 1. В подробен регистър на санджака Паша от 1569-70 година е отразено данъкоплатното население на Русково както следва: мюсюлмани - 21 семейства и 12 неженени мюсюлмани. През 1671 година в Неврокоп били свикани посланици от всички села в казата да свидетелстват в съда, че им е била изплатена изкупената от държавата продукция. От мюсюлманските села бил пращан мюсюлманин, от християнските – християнин, а от смесените – мюсюлманин и християнин. Селата, в които живели хора с по-висок обществен статут, са представени от тях без значение от религията им. В този документ Русково (Руково) е представено от мюсюлманин. В подробен регистър за събирането на данъка авариз от казата Неврокоп за 1723 година от село Русково (Русикова) са зачислени 13 мюсюлмански домакинства.
В XIX век Русково е мюсюлманско село в Неврокопска каза на Османската империя. В „Етнография на вилаетите Адрианопол, Монастир и Салоника“, издадена в Константинопол в 1878 година и отразяваща статистиката на населението от 1873 година, Русково (Rouskovo) е посочено като село с 30 домакинства и 80 жители помаци. Според Стефан Веркович към края на XIX век Русково има помашко мъжко население 114 души, което живее в 32 къщи.
Съгласно статистиката на Васил Кънчов („Македония. Етнография и статистика“) към 1900 година в Русково (Росилово) живеят 160 българи мохамедани в 50 къщи.

### В Гърция
През Балканската война в 1912 година в селото влизат български части. По данни на Българската православна църква, към края на 1912 и началото на 1913 година в Русково живеят 51 семейства или общо 239 души. След Междусъюзническата война в 1913 година Русково попада в Гърция. Според гръцката статистика, през 1913 година в Русково (Ρούσκοβον) живеят 312 души.
През 1923 година жителите на Русково по силата на Лозанския договор като мюсюлмани са изселени в Турция. През 1927 година името на селото е сменено Русково (Ρούσκοβο) на Кесарианон (Καισαριανόν). В Русково не са заселени гръцки бежанци от Турция и то е заличено.
| Година    | 1913 | 1920 | 1928 | 1940 | 1951 | 1961 | 1971 | 1981 | 1991 | 2001 | 2011 | 2021 |
| --------- | ---- | ---- | ---- | ---- | ---- | ---- | ---- | ---- | ---- | ---- | ---- | ---- |
| Население | 312  | 228  |      |      |      |      |      |      |      |      |      |      |